# Красовский, Олег Антонович
Олег Антонович Красовский (31 декабря 1919, Москва — 22 октября 1993) — публицист второй эмиграции.

## Биография
Родился в семье инженера. В 1926 году его семья переехала из Москвы в Киев, а затем вернулась в свой родной город в 1931 год. В 1934 году родители Красовского были арестованы и репрессированы, отец в 1938 году расстрелян. Олег стал жить у дальних родственников, вступил в комсомол. Окончив школу, работал учителем в Славгороде, в 1939 году поступил в Московский инженерно-экономический институт, однако вскоре был призван в армию. Окончил краткосрочные курсы среднего командного состава, получив звание лейтенанта.
Участник Великой Отечественной войны с первых дней, командовал взводом артиллерийской разведки, затем батареей. В конце 1941 года попал в плен, где вступил в Русскую освободительную армию. Окончил Дабендорфскую школу РОА и в апреле 1943 года был направлен в Восточную Пруссию.
После окончания войны сумел избежать депортации и остался в Германии как перемещённое лицо, выступал с лекциями об СССР. В течение 1950-х годов состоял в Народно-трудовом союзе российских солидаристов, участвовал в вещании радиостанции НТС «Свободная Россия», базировавшейся на Тайване. Во время Венгерского восстания 1956 года вместе с другими членами организации выезжал в Венгрию для поддержки восставших.
В 1970-х годах работал разъездным корреспондентом радио «Свобода», в том числе вновь в Южной и Юго-Восточной Азии. В 1977 году основал Российское национальное объединение в Германии. В 1981 году ушёл со «Свободы» и основал (вместе с Евгением Вагиным) публицистический альманах «Вече», оставался его издателем и редактором до конца жизни (до № 51). Опубликовал на страницах своего издания множество статей и отдельные главы своих воспоминаний «Жизнь прожить — не поле перейти». В 1986 году выпустил отдельным изданием выполненный И. О. Глазенапом русский перевод книги Дугласа Рида «Спор о Сионе. 2500 лет еврейского вопроса» (книга вышла в Мюнхене, но в выходных данных местом издания значится Йоханнесбург).